# 生きていた中絶児
『生きていた中絶児』（いきていたちゅうぜつじ）は、日本のロックバンド、黒夢がインディーズ時代に発売した80本限定デモテープ。後にCD化され再発、インディーズチャート1位を獲得し数万枚を売り上げた。

## 概要
- デモテープは1991年11月に発売された。CD化する際にリマスタリングが施され、曲順も変更された。
- 初回プレス盤、2ndプレス盤、限定ピクチャー盤、通常盤の4パターンがあり、初回は4000枚限定 (メンバー写真のステッカー付)、2ndプレス盤 (バンドロゴのステッカー付)、限定ピクチャー盤は3000枚(初回プレスは帯にシリアルナンバー入り)。なおすべてジャケットが異なり、初回と2ndプレスは白黒の写真で清春は宙づりされているような姿勢になっている。限定ピクチャー版は清春がライブで歌っている写真が使われていて、通常版はメンバー3人が並んでいるスタジオ写真が使われている。
- 初回プレスと2ndプレスのCD盤面に印刷されている曲名の「黒夢」が「悪夢」と誤印刷されている。
- 初回プレスはジャケットの写真も横向きで誤印刷されている。2ndプレスで向きが修正された。
- 限定ピクチャー版の帯にはライブのセットリストの写真が掲載されている。（SE　１．浮遊悲　２．狂人　３．SKY～MC　４．讃美歌　５．黒夢　６．中絶～MC　７．（ケーブルで見えないが、おそらくSEか磔）
- 「楽死運命」は限定ピクチャー版のみ歌詞ではない詩が赤字に黒で印刷されていて読みづらくなっている（初回や通常版は白地に黒で印刷されている）。また、2014年の4月から6月にかけて行われた「The second coming of 1994 『地獄ノ三夜』」で発売されたパンフレットに付属しているCDに歌詞を変え再録された。
- 「鏡になりたい」はCD化の際に追加収録された曲なのでデモテープには収録されていない。また、初回プレス盤にはディスク面に収録曲として表記もされていない。元々は臣が黒夢結成前に在籍していたGERACEEの楽曲だった。

## 収録曲
| 全作詞: 清春、全編曲: 黒夢。 |                        |           |       |      |
| #                            | タイトル               | 作詞      | 作曲  | 時間 |
| 1.                           | 「黒夢」               | 清春      | 人時  | 4:38 |
| 2.                           | 「狂い奴隷」           | 清春      | 臣    | 5:16 |
| 3.                           | 「磔」                 | 清春      | 人時  | 2:21 |
| 4.                           | 「楽死運命」           | 清春      | 人時  | 6:57 |
| 5.                           | 「親愛なるDEATH MASK」 | 清春      | 清春  | 3:40 |
| 6.                           | 「鏡になりたい」       | 清春      | 臣    | 4:20 |
| 合計時間:                    | 合計時間:              | 合計時間: | 27:12 |      |

## デモテープ
- 1992年1月25日名古屋MUSIC FARMにて80本限定販売、当日即完売。メンバー自らダビング作業をしていた。

### 収録曲
| 全作詞: 清春、全編曲: 黒夢。 |              |      |      |      |
| #                            | タイトル     | 作詞 | 作曲 | 時間 |
| 1.                           | 「黒夢」     | 清春 | 人時 | 4:38 |
| 2.                           | 「楽死運命」 | 清春 | 人時 | 6:57 |
| 3.                           | 「磔」       | 清春 | 人時 | 2:21 |

| 全作詞: 清春、全編曲: 黒夢。 |                        |      |      |      |
| #                            | タイトル               | 作詞 | 作曲 | 時間 |
| 1.                           | 「狂い奴隷」           | 清春 | 臣   | 5:16 |
| 2.                           | 「親愛なるDEATH MASK」 | 清春 | 清春 | 3:40 |